# 上海市公共卫生临床中心
上海市公共卫生临床中心（英語：Shanghai Public Health Clinical Center），又名复旦大学附属公共卫生临床中心、复旦大学附属中山医院南院，位于上海市金山区漕廊公路2901号，是上海申康医院发展中心下属国营三级甲等专科医院，充当了医疗、教学、科研、预防的角色。其始建于1914年，在2004年本部從虹口区同心路搬遷到金山區，原來的虹口区本部成為分部。

## 历史
该医院历史可追溯至1914年上海公共租界工部局设立的华人隔离医院，1945年更名上海市立第一传染病医院，1955年再次更名为上海市传染病医院。2004年，在保留原有的市区门诊部的同时，为加强应对突发公共卫生事件能力，上海市传染病医院主院区外迁金山区，更名上海市公共卫生临床中心。

## 内设机构
该中心有73个内设机构，有用于医疗的呼吸内科、感染科、儿科、中医科、结核科、综合内科、口腔科、眼科、超级细菌治疗科、新冠科等，也有用于办公的后勤保障部（总务）、后勤保障部（保卫）、物资管理部、人力资源部、绩效管理办公室等，还有用于科研的科学研究部、病原体检测和生物安全部、实验动物部、转化医学部等。

## 主要功能
中心的主要功能为预防和治疗各类法定传染病，如艾滋病、肺结核、病毒性肝炎、乙型脑炎等。

## 历年开支
以下为历年开支数目，单位均为万元。
| 财政拨款支出预算（公共预算拨款支出预算） | 财政拨款支出预算（公共预算拨款支出预算） | 财政拨款支出预算（公共预算拨款支出预算） | 政府性基金拨款支出预算 | 其他  | 总和    |
| 社会保障和就业支出                       | 卫生健康支出                             | 住房保障支出                             | 政府性基金拨款支出预算 | 其他  | 总和    |
| 3,516                                    | 31,715                                   | 1,000                                    | 0                      | 96567 | 132,798 |